# Тинужи
Ти́нужи (латыш. Tīnūži) — населённый пункт в Икшкильском крае Латвии. Административный центр Тинужской волости. Находится на левом берегу реки Маза-Югла у пересечения региональных автодорог P5, P10 и P80. Расстояние до города Огре составляет около 7 км.
По данным на 2018 год, в населённом пункте проживало 618 человек. Есть волостная администрация, начальная школа, народный дом, библиотека, почтовое отделение.

## История
Впервые упоминается в 1576 году как Линденберг.
В советское время населённый пункт был центром Тинужского сельсовета Огрского района. В селе располагалась центральная усадьба колхоза «Юглас зиедс».